# Augsburg-Wolfram- und Herrenbachviertel
Das Wolfram- und Herrenbachviertel ist der 30. Stadtbezirk von Augsburg, das aus statistischen Gründen in insgesamt 42 solcher Bezirke unterteilt ist. Am 31. Dezember 2013 lebten hier rund 10.300 Einwohner auf einer Fläche von 1,425 km²

## Geographie

### Stadtbezirk
Das Wolfram- und Herrenbachviertel wird – im Westen beginnend und dann dem Uhrzeigersinn folgend – von der Rembold-, Prinz- und Lotzbeckstraße, dem Bahnkörper der Augsburger Localbahn, der Reichenberger Straße, dem Lech und der Friedberger Straße begrenzt. Der Stadtbezirk grenzt im Norden an den Schäfflerbach, im Osten an Hochzoll-Nord, im Süden an den Spickel und im Westen an das Bahnhofs- und Bismarckviertel sowie an das Lechviertel mit dem östlichen Ulrichsviertel. Ein Teil des Textilviertels befindet sich auf der Flur des Bezirks.

#### Herrenbachviertel

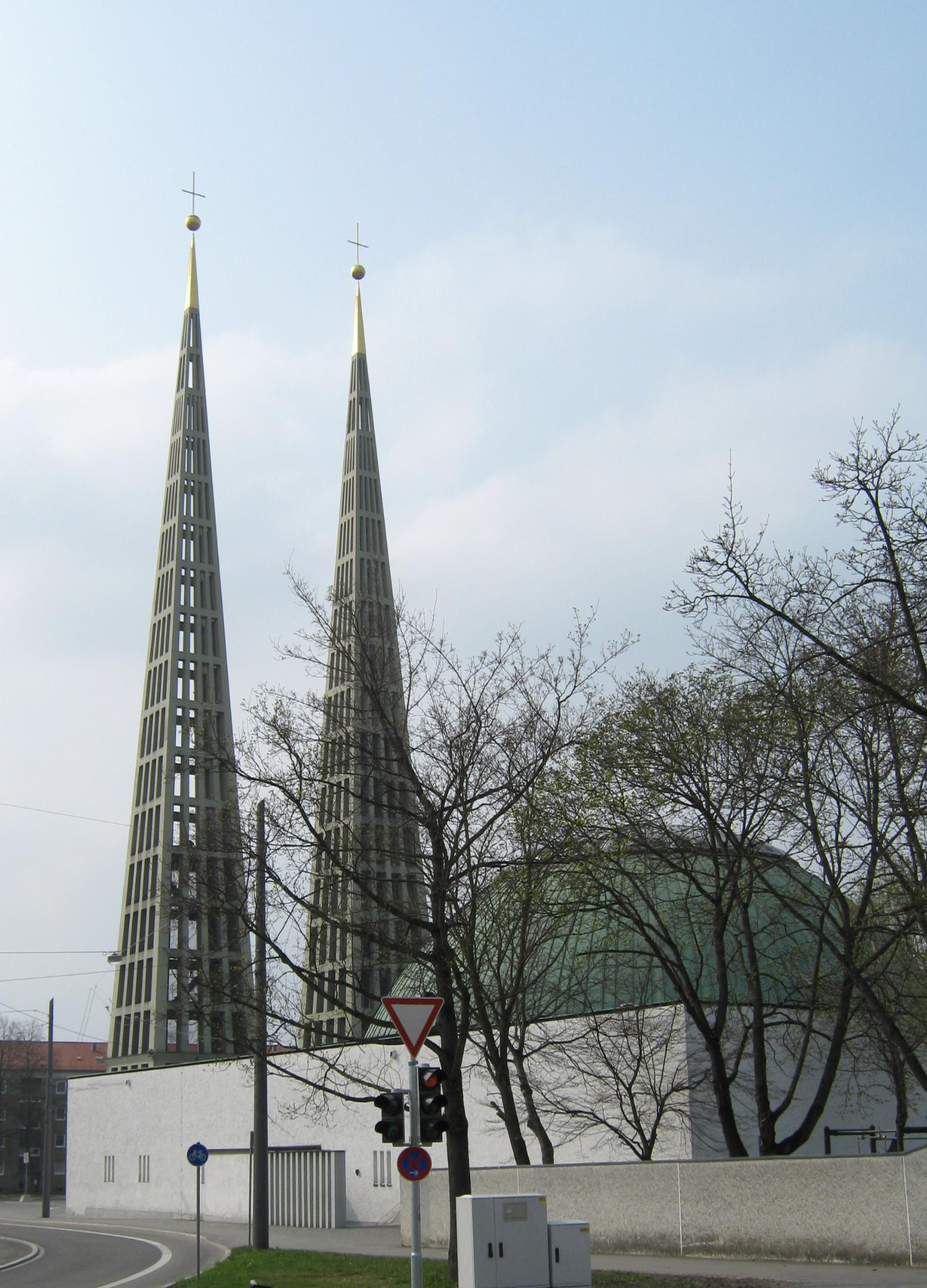
Die Don-Bosco-Kirche im Herrenbachviertel

Der östliche Teil des Stadtbezirks ist nach dem Herrenbach, einem Augsburger Lechkanal, benannt. Bis in die 1950er Jahre waren hier vor allem Gärtnereien zu finden. Diese wurden in den 1960er Jahren durch große Wohnanlagen verdrängt. Sie wurden im Zuge der Planung einer Trabantenstadt errichtet und prägen bis heute das Viertel wesentlich. Aus dieser Zeit stammt auch die von Thomas Wechs entworfene Don-Bosco-Kirche. Zur Versorgung der Einwohner wurde an der Südgrenze des Bezirks das Schwabencenter mit seinen bis zu 64 Meter hohen Hochhäusern als Wohn- und Einkaufszentrum erbaut. Es wurde 1971 als Augsburgs erstes Einkaufszentrum eröffnet.

#### Wolframviertel
Der westliche Teil des Bezirks ist nach dem ehemaligen Augsburger Oberbürgermeister Georg von Wolfram benannt, während dessen Amtszeit hier eine „Stadt in der Stadt“ vor allem für die Arbeiter der Augsburger Textilindustrie entstand. Neben einfachen Wohngebäuden wurden hier auch Kirchen, Schulen und Kindergärten errichtet.

## Demographie
Am 31. Dezember 2013 lebten 10.289 Menschen im Wolfram- und Herrenbachviertel, von denen 5.272 weiblichen Geschlechts waren – das entspricht einem Frauenanteil von 51,24 Prozent. Zum selben Zeitpunkt lebten 2.700 Bürger mit ausländischem Pass im Stadtbezirk, was einen Ausländeranteil von 26,24 Prozent ergibt – einer der höchsten in ganz Augsburg.